# Departamento de San Bernardo
El Departamento de San Bernardo, era uno de los departamentos en que estaba dividida la antigua Provincia de Santiago antes de la regionalización de 1975. 
Este departamento -creado en 1937, a partir del Departamento de Santiago- comprendía las comunas-subdelegaciones de la zona sur de Santiago: San Bernardo, y Calera de Tango.
En 1979, la nueva Provincia de Maipo, está formada por los antiguos departamentos de San Bernardo y Maipo.
En la actualidad su territorio incluiría las siguientes comunas:
- San Bernardo
- Calera de Tango.

## Límites
El Departamento de San Bernardo limitaba:
- al norte con el Departamento de Presidente Aguirre Cerda
- al oeste con el Departamento de Talagante.
- al sur con el Departamento de Maipo.
- Al este con el Departamento de Puente Alto.

## Administración
La administración estaba en San Bernardo, en donde se encontraba la Gobernación Departamental de San Bernardo. 

## Comunas y subdelegaciones
- San Bernardo
- Calera de Tango